# Stelechocarpus longipes
Stelechocarpus longipes är en kirimojaväxtart som beskrevs av William Grant Craib. Stelechocarpus longipes ingår i släktet Stelechocarpus och familjen kirimojaväxter. Inga underarter finns listade i Catalogue of Life.